# Анализ (философия)
Ана́лиз (ана́лизис, через фр. analyse или лат. analysis, от др.-греч. ἀνάλυσις — «разложение, растворение») — в философии в противоположность синтезу анализом называют логический приём определения понятия, когда данное понятие раскладывают по признакам на составные части, чтобы таким образом сделать его познание ясным в полном его объёме.
«Аналитическим понятием» называют такое, которое получают посредством анализа другого понятия, заключающего в себе первое. Точно так же и пояснение какого-либо понятия путём разложения его на составные части называют «аналитическим толкованием», «заключением». Подобным же образом можно расчленять также суждения или умозаключения. Аналитическое суждение предполагает известное качество присущим самому понятию предмета, другими словами, сказуемое заключается в самом понятии подлежащего, тогда как при синтетическом суждении предмету приписывают качество, которое в самом понятии предмета может и не заключаться, иначе говоря, не связано неизбежно с понятием предмета. Так, например, предложение «всякое тело имеет протяжение» представляет аналитическое суждение; предложение же «это тело — упруго» — синтетическое. Это различение способа суждения приобрело особенное значение благодаря Канту («Критика чистого разума»), хотя на него указывали и раньше Давид Тел в XIII веке и ещё в древности Стильпон из Мегары.
При доказательствах, опирающихся на ряд умозаключений, в особенности при развитии или постановке какой-либо научной теории, выражение «анализ» имеет несколько иной смысл, оно означает, что доказательства идут регрессивно от условного к обусловливающему, между тем, как при синтетическом способе доказательства имеют обратный ход (regressus a principiatis ad principe и progressus a princip i is ad principiata); такой метод в научных исследованиях называют «аналитическим», в отличие от синтетического. Оба они дополняют друг друга и взаимно проверяют. Лучшим доказательством несомненной истины какого-либо научного положения будет соответствие результатов, достигнутых исследованиями, произведёнными аналитическим и синтетическим методами. Ср. Анельт,[кто?][прояснить] «Theorie des Induktien» (Лейпциг, 1854).

## Общественное принятие
По двум проведённым небольшим опросам среди профессиональных философов, среди англоязычной выборки почти 62 % философов проводят границу между аналитическими и синтетическими суждениями, а 28 % нет, при этом в русскоязычной выборке ситуация обратная, 29 % соглашаются, что чёткая граница есть, а 48 % считают, что её нет.
В опросе, однако, не было уточнено, имеют ли в виду, что они считают границу и сами понятия условными (надуманная классификация) или имеют в виду, что есть много суждений, которые они не могут уверенно классифицировать как аналитические или синтетические (нечёткая классификация), или же имеют в виду что-то ещё.

## Критика
Хотя метод анализа — характерен для аналитической философии в XXI веке так же, как и в XX или в XIX, его статус продолжает оставаться источником больших споров даже среди аналитических философов. Некоторые текущие критические замечания в адрес аналитического метода исходят от У. В. О. Куайна. Знаменито отрицание Куайном различия аналитического и синтетического. Хотя критика Куайна — хорошо известна, она вызывает большие споры. Как и другие философы-аналитики до него, Куайн принял определение «аналитического» как «истинного в силу только значения и не зависящего от фактов». Однако, в отличие от них, он пришёл к выводу, что в конечном итоге такое определение было круговым. Другими словами, Куайн признал, что аналитические утверждения — это те, которые истинны по определению, а затем утверждал, что понятие истины по определению неудовлетворительно. Другой подход к возражению Куайна против аналитичности вытекает из модального понятия «возможности» (логической, онтологической, метафизической, эпистемической). Куайн считал эту модальность и способы её определения — проблематичными и указывает, что нет различия между тем, что утверждают с помощью такой модальности как обязательно истинное-ложное и утверждением истинности любых распространённых убеждений, то есть первый вариант — не надёжнее второго.
Кроме того, аналитический метод, по-видимому, полагается на своего рода дефиниционную структуру понятий, так что можно дать необходимые и достаточные условия для применения концепции. Например, понятие «холостяк» часто анализируют как имеющее в качестве компонентов понятия «неженатый» и «мужчина». Таким образом, определение или анализ «холостяк» подразумевают неженатого мужчину. Но можно беспокоиться, что эти так называемые «необходимые» и «достаточные» условия — применимы не во всех случаях. Витгенштейн, например, утверждает, что язык (например, слово «холостяк») используют для различных целей и неопределённым числом способов. Знаменитый тезис Витгенштейна утверждает, что значение определяют использованием. Это означает, что в каждом случае значение слова «холостяк» определяется его использованием в контексте. Итак, если можно показать, что это слово означает разные вещи в разных контекстах использования, то случаи, когда его значение не может быть по существу определено как соответствующее заранее заданным «составляющим» (когда требуется включить что-то дополнительное или исключить что-то из ранее положенного), по-видимому, представляют собой контрпримеры к этому методу анализа. Это всего лишь 1 пример критики аналитического метода, основанный на критике определений. Есть несколько других подобных критических замечаний. Часто говорят, что эта критика возникла в первую очередь из философских исследований Витгенштейна.
Третья критика метода анализа происходит главным образом из психологической критики интуиции. Ключевой частью аналитического метода является анализ концепций с помощью «тестов интуиции». Философы склонны мотивировать различные концептуальные анализы обращением к своей интуиции относительно мысленных экспериментов. Аналогичным образом, Деннетт также призывает не переоценивать результаты этих «тестов интуиции».
Короче говоря, некоторые философы — твёрдо убеждены, что аналитический метод (особенно концептуальный анализ) — важен для философии и определяет её, например, Джексон (1998), Чалмерс (1996) и Билер (1998). Тем не менее, другие философы утверждают, что метод анализа — проблематичен, например, Стич (1998) и Рэмси (1998). Некоторые, однако, занимают золотую середину и утверждают, что, хотя анализ в значительной степени является плодотворным методом исследования, философы не должны ограничиваться только использованием метода анализа и не должны преувеличивать значение результатов аналитического метода.